# John Major
John Major (født 29. marts 1943), konservativ britisk premierminister 1990-97 og partileder. Gift i 1970 med Norma Johnson, med hvem han har børnene James og Elizabeth.

## Biografi
Medlem af Lambeth byråd i London 1968-71, indvalgt i parlamentet 1979 for Huntingdonshire (fra 1983 Huntingdon). I 1987 udnævnt til Chief Secretary to the Treasury, en lavere post i finansministeriet i Margaret Thatchers regering. I 1989 udnævnt til udenrigsminister og senere samme år til Chancellor of the Exchequer , topposten i finansministeriet. Efter kampvalg i det Konservative Parti valgtes Major i november 1990 til ny partiformand og premierminister efter Thatcher. Det Konservative Parti genvandt parlamentsvalget i 1992 og Major forblev premierminister indtil de konservative i 1997 måtte se sig slået af Labour. Samtidig trak Major sig som partiformand. Han genopstillede ikke ved parlamentsvalget i 2001.
I 2002 fik Major sæde i Overhuset.

## Privatliv
I sin fritid er John Major kendt som en stor fan af cricket og fodboldklubben Chelsea F.C.. Han sad som formand for Surrey County Cricket Club i en periode indtil april 2002.